# Djennah Cherif
Djennah Cherif (Rotterdam, 10 januari 2006) is een Nederlands voetbalspeelster van Marokkaanse origine. Ze speelt als verdediger voor Excelsior.

## Clubcarrière
Cherif kwam in haar jeugdjaren uit voor het Rotterdamse Xerxes DZB en maakte later de overstap naar de jeugdopleiding van ADO Den Haag. Sinds het seizoen 2022/23 maakt ze onderdeel uit van de Feyenoord Academy, waar ze uitkomt in Feyenoord Jong Vrouwen. Op 17 september 2023 maakte Cherif voor het eerst haar opwachting in de wedstrijdselectie van de Feyenoord Vrouwen. In de thuiswedstrijd tegen Fortuna Sittard kwam ze niet in actie.
In 2024 maakte Cherif de overstap naar het Franse Thonon Evian. Na een halfjaar vertrok ze naar het Belgische KRC Genk. Na een jaar keerde de terug naar Rotterdam, waar ze een contract tekende bij Excelsior.

## Statistieken
| Seizoen | Club         | Land      | Competitie    | Wedstrijden | Doelpunten |
| ------- | ------------ | --------- | ------------- | ----------- | ---------- |
| 2023/24 | Feyenoord    | Nederland | Eredivisie    | 0           | 0          |
| 2024/25 | Thonon Evian | Frankrijk | Seconde Ligue | 0           | 0          |
| 2024/25 | KRC Genk     | België    | Super League  | 1           | 0          |
| 2025/26 | Excelsior    | Nederland | Eredivisie    | 0           | 0          |
| Totaal  | Totaal       | Totaal    | Totaal        | 1           | 0          |

Laatste update: 22 juni 2025

## Interlandcarrière
Cherif is jeugdinternational van Marokko geweest. Op 5 december 2023 maakte ze haar debuut voor het vrouwenelftal van Marokko in de wedstrijd tegen Oeganda.
1 Van der Klooster ·
2 De With ·
3 Westerink ·
4 Helderman ·
5 Van Goch ·
6 Goretkiová ·
7 Breewel ·
8 Van Spijk ·
9 Ellouzi ·
10 Hendriks ·
11 Martina ·
12 De Raaff ·
16 Lammers ·
17 Vrij ·
18 Van Houwelingen ·
19 De Jong ·
20 Frankena ·
22 Homan ·
23 De Ridder ·
24 Pereira ·
25 Mollink ·
29 Lont ·
43 Hardiek ·
Coach: Kreugel
· Assistent-coach: Brummel